# Merizocera putao
Espèce
Merizocera putao est une espèce d'araignées aranéomorphes de la famille des Psilodercidae.

## Distribution
Cette espèce est endémique de l'État Kachin en Birmanie. Elle se rencontre vers Putao.

## Description
Le mâle holotype mesure 1,60 mm et la femelle paratype 1,42 mm.

## Étymologie
Son nom d'espèce lui a été donné en référence au lieu de sa découverte, Putao.

## Publication originale
- Chang, Yao & Li, 2020 : « Twenty-eight new species of the spider genus Merizocera Fage, 1912 (Araneae, Psilodercidae) from South and Southeast Asia. » ZooKeys, no 961, p. 41-118 (texte intégral).